# Почетен гражданин
По̀четен гражданин на селище е обществено звание, което се присъжда от органа на местно самоуправление (общинския съвет на община или друг) на изявена личност, свързана по някакъв начин с общината. Званието е много разпространено в Руската империя и СССР, като е присвоено и от други държави.
Органът на местно самоуправление регламентира в правилника за дейността си по какъв начин се прави предложение, гласува и избира почетният гражданин. Определя и привилегиите, с които се ползва на територията на населеното място, за което е избран, всеки почетен граждани.

## Почетни граждани в България по градове
- Почетни граждани на Асеновград
- Почетни граждани на Балчик
- Почетни граждани на Банско
- Почетни граждани на Белоградчик
- Почетни граждани на Благоевград
- Почетни граждани на Ботевград
- Почетни граждани на Бургас
- Почетни граждани на Бяла Слатина
- Почетни граждани на Варна
- Почетни граждани на Велики Преслав
- Почетни граждани на Велико Търново
- Почетни граждани на Велинград
- Почетни граждани на Видин
- Почетни граждани на Враца
- Почетни граждани на Върбица
- Почетни граждани на Габрово
- Почетни граждани на Горна Оряховица
- Почетни граждани на Гоце Делчев
- Почетни граждани на Две могили
- Почетни граждани на Димитровград
- Почетни граждани на Добрич
- Почетни граждани на Дряново
- Почетни граждани на Дупница
- Почетни граждани на Казанлък
- Почетни граждани на Карлово
- Почетни граждани на Копривщица
- Почетни граждани на Кубрат
- Почетни граждани на Кърджали
- Почетни граждани на Кюстендил
- Почетни граждани на Ловеч
- Почетни граждани на Луковит
- Почетни граждани на Лясковец
- Почетни граждани на Мездра
- Почетни граждани на Монтана
- Почетни граждани на Неделино
- Почетни граждани на Несебър
- Почетни граждани на Павликени
- Почетни граждани на Пазарджик
- Почетни граждани на Панагюрище
- Почетни граждани на Перник
- Почетни граждани на Перущица
- Почетни граждани на Петрич
- Почетни граждани на Пирдоп
- Почетни граждани на Плевен
- Почетни граждани на Пловдив
- Почетни граждани на Полски Тръмбеш
- Почетни граждани на Поморие
- Почетни граждани на Попово
- Почетни граждани на Провадия
- Почетни граждани на Разград
- Почетни граждани на Разлог
- Почетни граждани на Раковски
- Почетни граждани на Русе
- Почетни граждани на Самоков
- Почетни граждани на Сандански
- Почетни граждани на Свиленград
- Почетни граждани на Свищов
- Почетни граждани на Севлиево
- Почетни граждани на Септември
- Почетни граждани на Силистра
- Почетни граждани на Симитли
- Почетни граждани на Сливен
- Почетни граждани на Сливница
- Почетни граждани на Смолян
- Почетни граждани на София
- Почетни граждани на Средец
- Почетни граждани на Стара Загора
- Почетни граждани на Стрелча
- Почетни граждани на Сухиндол
- Почетни граждани на Тервел
- Почетни граждани на Трявна
- Почетни граждани на Тутракан
- Почетни граждани на Търговище
- Почетни граждани на Харманли
- Почетни граждани на Хасково
- Почетни граждани на Червен бряг
- Почетни граждани на Чирпан
- Почетни граждани на Шумен
- Почетни граждани на Ямбол

## Почетни граждани в Северна Македония по градове
- Почетни граждани на Битоля
- Почетни граждани на Скопие
- Почетни граждани на Тетово

## Почетни граждани по страна
- Почетни граждани в Азербайджан‎
- Почетни граждани в Албания‎
- Почетни граждани в Аржентина‎
- Почетни граждани в Армения‎
- Почетни граждани в Беларус‎
- Почетни граждани в Белгия‎
- Почетни граждани в Бразилия‎
- Почетни граждани в България‎
- Почетни граждани в Германия‎
- Почетни граждани в Гърция‎
- Почетни граждани в Израел‎
- Почетни граждани в Италия‎
- Почетни граждани в Казахстан‎
- Почетни граждани в Молдова‎
- Почетни граждани в Монголия‎
- Почетни граждани в Полша‎
- Почетни граждани в Румъния‎
- Почетни граждани в Русия‎
- Почетни граждани в САЩ‎
- Почетни граждани в Северна Македония‎
- Почетни граждани в Словения‎
- Почетни граждани в Сърбия‎
- Почетни граждани в Турция‎
- Почетни граждани в Узбекистан‎
- Почетни граждани в Украйна‎
- Почетни граждани в Унгария‎
- Почетни граждани във Франция‎
- Почетни граждани в Хърватия‎
- Почетни граждани в Чехия‎
- Почетни граждани в Швейцария‎
- Почетни граждани в Япония‎